# Isjju tjeloveka
Isjju tjeloveka (russisk: Ищу человека) er en sovjetisk spillefilm fra 1973 af Mikhail Bogin.

## Medvirkende
- Oleg Zjakov som Ivan Grigorjevitj
- Rimma Manukovskaja som Valentina Dmitrievna Rudakova
- Eleonora Aleksandrova som Nina Lykova
- Ljudmila Antonyuk
- Gennadij Jalovitj